# Dypterygia patina
Dypterygia patina là một loài bướm đêm thuộc họ Noctuidae. Nó được tìm thấy ở Bắc Mỹ, bao gồm South Carolina, Texas và Arizona.
- Tư liệu liên quan tới Dypterygia patina tại Wikimedia Commons